# Rong Guotuan

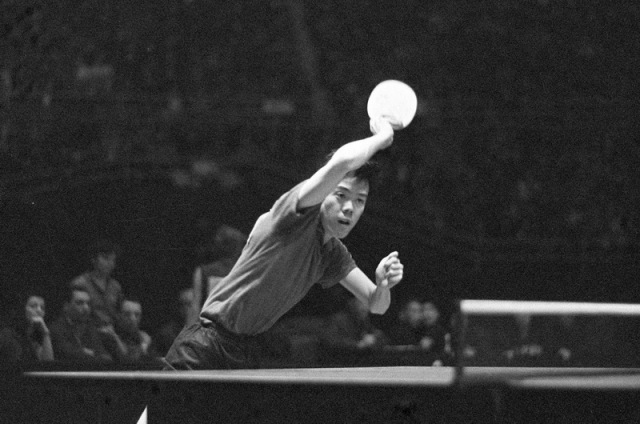
Guotuan in 1959

Rong Guotuan (vereenvoudigd Chinees: 容国团; Kantonees: Yong Kwôk-Tuun) (Hongkong, 10 augustus 1937－Peking, 20 juni 1968) (Jiaxiang: Zhongshan) was een Chinese tafeltennislegende die als eerste Chinees ooit de WK tafeltennis won.
In 1952 werd hij lid van de Hongkong arbeiderstafeltennisvereniging. Vijf jaar later ging hij naar de Kanton sportschool. Rong Guotuan werd in 1959 als eerste vertegenwoordiger van China wereldkampioen tafeltennis op de vijfentwintigste WK tafeltennis. In de finale versloeg hij de Hongaar Ferenc Sidó. Hij werd echter tijdens de Culturele Revolutie door de rode garde beschuldigd van buitenlanderpathie, conservatisme, anti-revolutionair, liefhebber zijn van buitenlandse literatuur en buitenlandse muziek. Op de avond 20 juni 1968 werd Rong Guotuan als gevolg van de Culturele Revolutie gedwongen zelfmoord te plegen.
In 1984 werd Rong Guotuan gerehabiliteerd, toen hij werd benoemd tot een van de belangrijkste sporters van Volksrepubliek China in de laatste vijfendertig jaar.